# Prova dels signes de Wilcoxon
La prova dels signes de Wilcoxon és un mètode d'estadística no paramètrica, alternatiu a la prova t de Student, que compara el rang mitjà de dues mostres aparellades per a determinar si existeixen diferències entre elles. La prova rep el nom per Frank Wilcoxon (1892–1965) que, en un article, la proposava juntament amb la prova rank-sum test for two independent samples
La prova de Wilcoxon s'aplica al cas de les distribucions contínues simètriques. Sota aquesta condició, la mitjana és igual a la mediana i el procediment pot emprar-se en provar la hipòtesi nul·la que U=Uo.

## Plantejament
Suposa que hi ha dues mostres de n parelles d'observacions. Sigui {\displaystyle x_{i}} una observació inicial i {\displaystyle y_{i}} una altra final.
Suposicions
1. Sigui {\displaystyle Z_{i}=Y_{i}-X_{i}} per a 'i=1,...,n'. Les diferències {\displaystyle Z_{i}} es pressuposen independents.
2. Cada {\displaystyle Z_{i}} prové d'una població contínua (no han de ser necessàriament idèntiques) i simètriques respecte a una mediana comuna {\displaystyle \theta }.

Mètode
La hipòtesi nul·la és {\displaystyle H_{0}}: {\displaystyle \theta =0}. L'estadístic {\displaystyle W^{+}} és calculat després d'ordenar els valors absoluts {\displaystyle |Z_{1}|},...,{\displaystyle |Z_{n}|}. L'ordre de cada {\displaystyle |Z_{i}|} ve donat per {\displaystyle R_{i}}. Representat per {\displaystyle \phi _{i}=I(Z_{i}>0)} on {\displaystyle I(.)} és un indicador de funció. L'estadístic de la prova dels signes de Wilcoxon, {\displaystyle W^{+}}, es defineix com,
{\displaystyle W^{+}=\sum _{i=1}^{n}\phi _{i}R_{i}}
Se sol usar per a comparar les diferències entre dues mostres de dades preses abans i després del tractament, el valor central de les quals s'espera que sigui zero. Les diferències iguals a zero són eliminades i el valor absolut de les desviacions respecte al valor central són ordenades de menor a major. A les dades idèntiques se'ls assigna el lloc mitjà en la sèrie. La suma dels rangs es fa per separat per als signes positius i els negatius. S representa la menor d'aqueixes dues sumes. Comparem S amb el valor proporcionat per les taules estadístiques a l'efecte per a determinar si rebutgem o no la hipòtesi nul·la, segons el nivell de significació elegit.